# Tugela Tuyeni
Tulongeni „Tugela“ Tuyeni (* 2. Mai 1978 in Onekwaya, Namibia; † 16. Dezember 2016 in Tsumeb) war ein namibischer Fußballspieler und ehemaliger Nationalspieler seines Heimatlandes.

## Karriere
Tuyeni begann seine Karriere 1996 beim Blue Boys FC, wo er bis 1999 spielte. Im Herbst 1999 verließ er die Blue Boys und wechselte in die Namibia Premier League zum LHU Blue Waters FC. Nach sechs Jahren in Welvis Bay, wechselte er nach Windhoek und unterschrieb im Juli 2004 für die Civics.

### International
2008 kam er in einem Freundschaftsspiel zu seinem einzigen Länderspiel für die Namibische Fußballnationalmannschaft.

### Erfolge
- Meist verbesserter Spieler der Liga: 1996
- Meister in der Namibian Second Division: 1997
- Meister in der Namibia Premier League: 2001, 2005, 2006, 2007
- Spieler des Jahres: 2001
- Gewinner des Christmas Cup: 2001
- Gewinner des MTC Cup: 2002
- Bronze-Medaille im NFA-Cup: 2003
- Gewinner des Humphries Cup: 2005
- Fanliebling des Jahres: 2005
- Gewinner des FNB Cup: 2006
- Gewinner des FNA Cup: 2007
- Vize-Meister in der Namibian Premier League: 2008